# Kurt Niedermayer
Kurt Niedermayer (ur. 25 listopada 1955 w Reilingen) – niemiecki piłkarz występujący na pozycji obrońcy lub pomocnika.

## Kariera klubowa
Niedermayer karierę rozpoczynał jako junior w klubie SC Reilingen. W 1971 roku trafił do juniorskiej ekipy Karlsruher SC. W 1974 roku został włączony do jego pierwszej drużyny, grającej w 2. Bundeslidze. W sezonie 1974/1975 awansował z klubem do Bundesligi. Zadebiutował w niej 29 maja 1976 w przegranym 0:1 meczu z MSV Duisburg. 12 czerwca 1976 w przegranym 2:4 spotkaniu z VfL Bochum zdobył pierwszą bramkę w trakcie gry w Bundeslidze. W sezonie 1976/1977 spadł z zespołem do 2. Bundesligi. Wówczas odszedł z klubu.
Latem 1977 roku trafił do pierwszoligowego Bayernu Monachium. Pierwszy ligowy mecz zaliczył tam 6 sierpnia 1977 przeciwko VfB Stuttgart (3:3). Od czasu debiutu Niedermayer był podstawowym graczem Bayernu. W 1980 oraz 1981 roku zdobył z nim mistrzostwo Niemiec. W 1982 roku wygrał z zespołem Puchar Niemiec. Dotarł z nim także do finału Pucharu Europy, jednak Bayern przegrał tam 0:1 z Aston Villą.
W 1982 roku Niedermayer przeszedł do VfB Stuttgart, również grającego w Bundeslidze. Zadebiutował tam 20 sierpnia 1982 w zremisowanym 1:1 pojedynku z Borussią Dortmund. W 1984 roku zdobył ze Stuttgartem mistrzostwo Niemiec. W 1985 roku odszedł do szwajcarskiego FC Locarno. W 1987 roku powrócił do Niemiec, gdzie został graczem SC Pfullendorfu. W 1988 roku zakończył karierę.

## Kariera reprezentacyjna
Niedermayer rozegrał jedno spotkanie w reprezentacji Niemiec. Był to towarzyski mecz przeciwko Holandii (1:1) rozegrany 11 listopada 1980.